# Пена (Лиссабон)
Пена (порт. Pena) — район (фрегезия) в Португалии, входит в округ Лиссабон. Является составной частью муниципалитета Лиссабон. Находится в составе крупной городской агломерации Большой Лиссабон. По старому административному делению входил в провинцию Эштремадура. Входит в экономико-статистический субрегион Большой Лиссабон, который входит в Лиссабонский регион. 
Занимает площадь 0,49 км². Население составляет 6068 человек на 2001 год. 